# Malepellis extincta
Malepellis
Genre
Espèce
Malepellis extincta, unique représentant du genre Malepellis, est une espèce fossile d'araignées aranéomorphes de la famille des Linyphiidae.

## Distribution
Cette espèce a été découverte dans de l'ambre du Chiapas au Mexique. Elle date du Néogène.

## Publication originale
- (en) Petrunkevitch, 1971 : Chiapas amber spiders, II. University of California Publications in Entomology, vol. 63, p. 1–44.